# Экхардт, Фердинанд (старший)
Фердинанд Экхардт старший (нем. Ferdinand Eckhardt; 21 августа 1876, Гмунден — 1 марта 1952, Вена) — австрийский гравёр. Отец Фердинанда Экхардта младшего.
Большую часть жизни (до 1933 г.) служил чиновником в венской городской администрации. В 1907—1914 гг. брал уроки рисунка и живописи у Хуберта Ланды, Людвига Михалека, Эрвина Пухингера, Вильгельма Воднанского. С 1910 г. начал заниматься гравюрой (реже — монотипией и акварелью). Печатал, главным образом, гравюры зданий и архитектурных сооружений Австрии и Германии. Особый интерес, однако, представляют «Музыкальные орнаменты» (нем. Musik-Ornamente) Экхардта — циклы нефигуративных работ, по 30-40 листов в каждом, посвящённые творчеству определённого композитора. Среди циклов Экхардта есть посвящения Людвигу ван Бетховену, Иоганнесу Брамсу, Антону Брукнеру, Рихарду Вагнеру, Сергею Рахманинову и др. «Музыкальные орнаменты» обнаруживают в себе влияния экспрессионизма и ар-деко. Альбомы «Музыкальных орнаментов» выходили в 1982 (издание, подготовленное Экхардтом-младшим) и в 1993 гг.
«Музыкальные орнаменты» по большей части находятся в собрании Венского музея прикладного искусства. Другие работы имеются в Венской академии художеств, венском Историческом музее и др.